# Figdor (Familie)

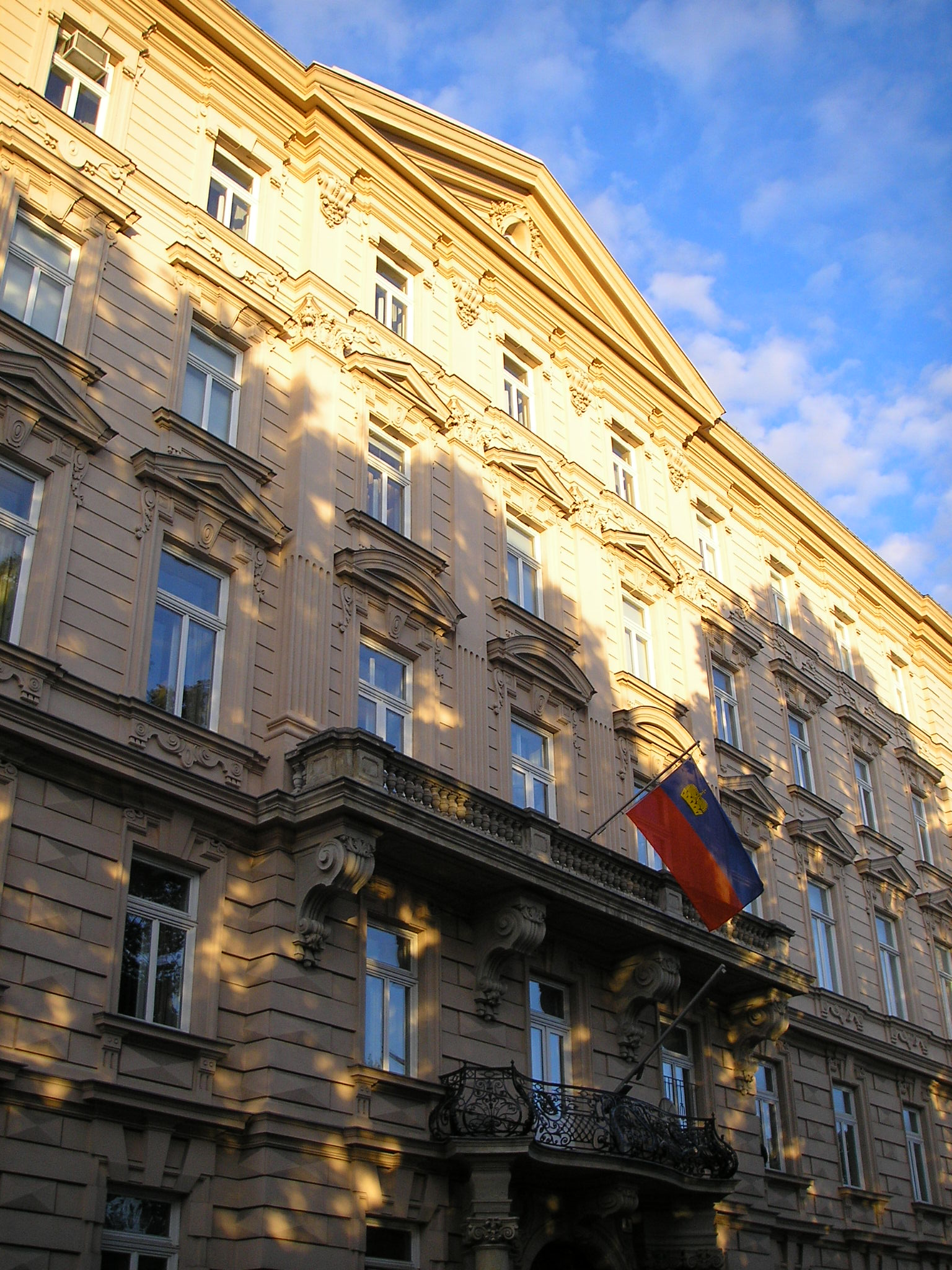
Palais Figdor, Wien

Figdor ist der Name einer aus Kittsee im Burgenland stammenden Unternehmerfamilie.

## Geschichte

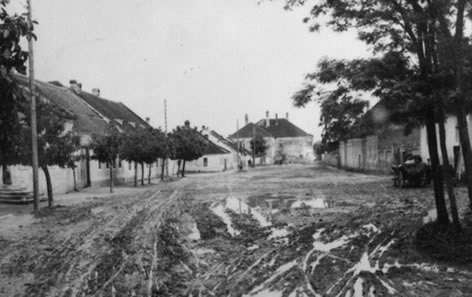
Ortszentrum von Kittsee mit der Synagoge (um 1920)

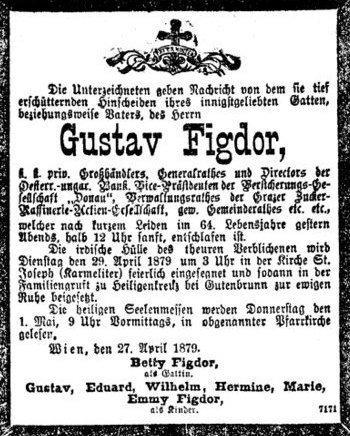
Totenzettel Gustav Figdor, Wien 1879

Die Familie befasste sich zunächst mit dem Landwarenhandel, insbesondere dem Handel mit Schafwolle in Kittsee.

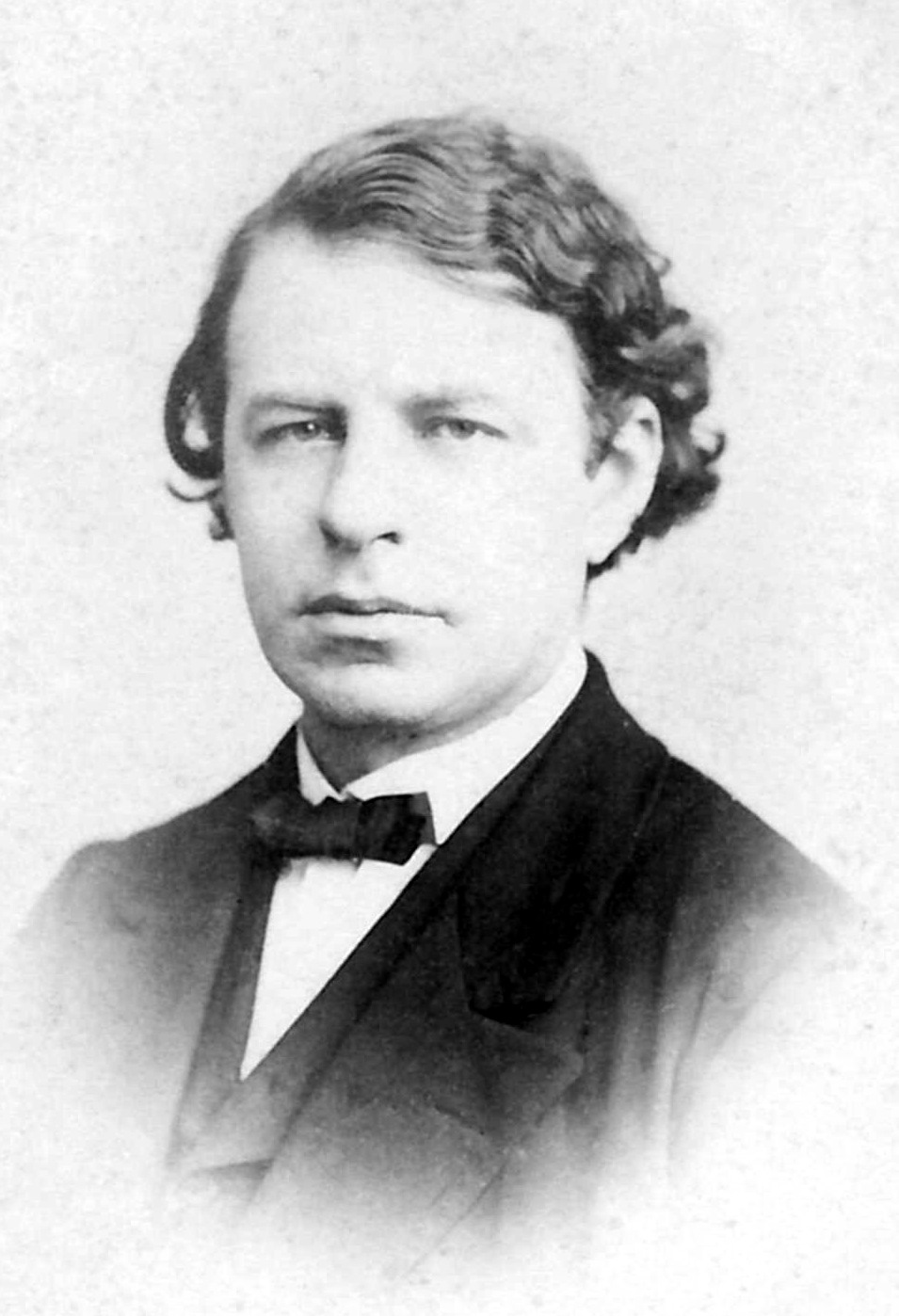
Joseph Joachim, um 1860

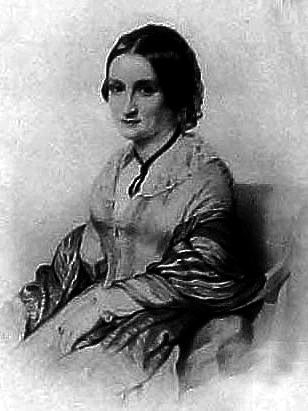
Franziska Wittgenstein, geb. Fidgor, um 1850

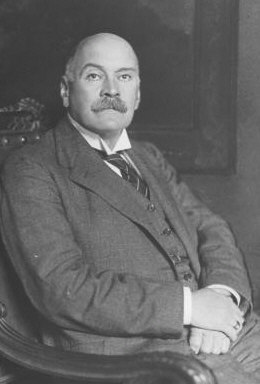
Wilhelm Figdor, um 1920

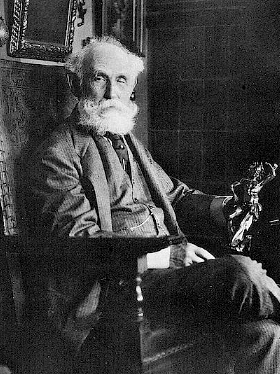
Albert Figdor, um 1910

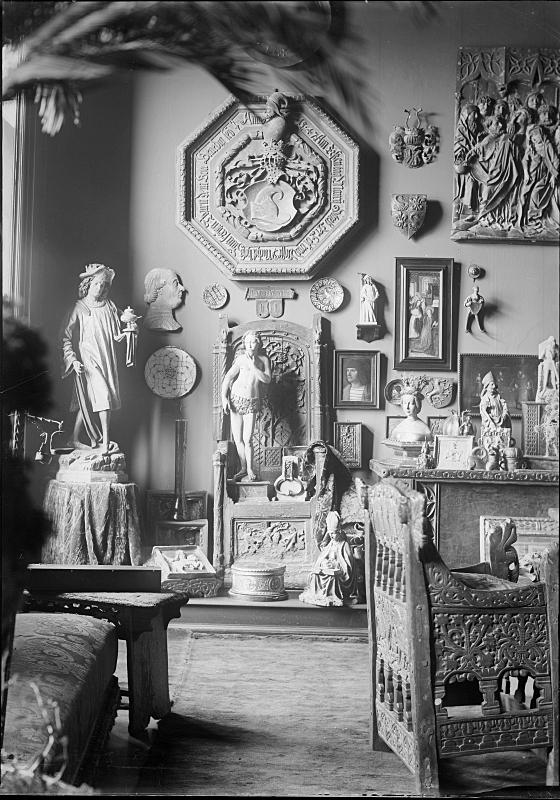
Ein Zimmer im Palais Figdor, um 1910

Am 10. Februar 1791 wurde Jakob Figdor durch kaiserliches Privileg als Wollhändler in Wien zugelassen. Nach dem Eintritt seiner Söhne in das Familienunternehmen firmierte es unter Jakob Figdor & Söhne unter der Geschäftsführung von Isaak Figdor. 1834 lag das Kontor verkehrsgünstig in der Leopoldstadt Nr. 537, nahe am Donaukanal. Mit Geschäftsverbindungen nach Paris und London gehörte die Familie zur kleinen jüdischen Oberschicht, die in höchsten Kreisen verkehrte und auch mit Künstlern und Intellektuellen wie Franz Grillparzer oder Eduard Bauernfeld Kontakt hatte.
Durch die Heirat von Franziska (Fanny) Figdor mit dem aus Korbach stammenden Wollgroßhändler Hermann Christian Wittgenstein im Jahr 1839 und die zeitweise Führung eines gemeinsamen Unternehmens H. Wittgenstein & J. Figdor und Söhne wurde die Grundlage für eine der mächtigsten Unternehmerdynastien Österreichs geschaffen. Unter anderem wurden die landwirtschaftlichen Produkte der von Hermann Christian verwalteten Güter, zu denen auch die Besitzungen der Fürsten von Esterházy gehörten, in Wien vermarktet. Fannys jüngerer Bruder Gustav Figdor erweiterte das Geschäft unter anderem durch einen Holz- und Kohlenhandel und gründete ein Bankhaus. Auch andere Familienzweige brachten im 19. und 20. Jahrhundert eine Anzahl bedeutender Kaufleute, Bankiers, Musiker, Kunstsammler und Wissenschaftler hervor. Die meisten traten im Laufe des 19. Jahrhunderts zum Christentum über.
1875 ließ die Familie durch den Architekten Viktor Rumpelmayer das Palais Figdor, Löwelstraße 8, am Volksgarten innerhalb des Rings errichten. Das fünfgeschossige Stadtpalais erbte nach dem Tod Gustav Figdors sein Neffe und Nachfolger im Bankgeschäft, Albert Figdor. Er wohnte dort und nutzte es zur Aufbewahrung und Präsentation seiner Kunst- und Judaicasammlung, die er aus dem Familienvermögen zu einer der größten Privatsammlungen Europas entwickelte. 1910 zählten zehn Familienmitglieder zu den 929 reichsten Wiener Personen. Nach Albert Figdors Tod 1927 wurden das Palais Figdor verkauft und die Kunst- und Judaicasammlung versteigert.
Emilie (Emmy) Auguste Hainisch, Tochter von Gustav Figdor und Nichte von Albert Figdor, war eine engagierte Frauenrechtlerin. Sie heiratete Ende der 1880er-Jahre den Juristen Michael Hainisch, Sohn der Gründerin der österreichischen Frauenbewegung Marianne Hainisch, und schenkte ihm ein Landgut bei Spital am Semmering, das beide in den 1890er-Jahren als Musterbetrieb für praxisnahe Lösungen von agrar- und sozialpolitischen Problemen entwickelten. Zudem unterstützte sie seine Kandidatur und Arbeit als 2. Bundespräsident der Republik Österreich von 1920 bis 1928 und war somit acht Jahre lang First Lady Österreichs.

## Nachfahren (Auswahl)
Das älteste bekannte Familienmitglied und Stammvater war Avigdor (* 1710 in Kittsee, † 1769 in Kittsee). Ihm folgten:
1. Jakob Figdor (* 1742 in Kittsee, † 1808 in Kittsee), Gründer des Handelshauses Jakob Figdor und Söhne, ⚭ Regina Sinzheimer (1752–1818)
  1. Isaak (* 1768 in Kittsee; † 9. Oktober 1850) ⚭ Anna Jafe-Schlesinger (* 1770 in Preßburg; † 14. April 1833 in Wien), Geschäftsführer Jakob Figdor und Söhne zehn Kinder, darunter:
    1. Fanny Figdor (* 1789 in Kittsee; † 26. Juni 1867 in Wien) ⚭ Julius Joachim (* 1791 in Pest, Ungarn, † 17. Januar 1865 in Wien) acht Kinder, darunter:
      1. Joseph Joachim (* 28. Juni 1831 in Kittsee; 15. August 1907 in Berlin), Geiger, Dirigent und Komponist

    2. Wilhelm Wolf Figdor (* 1793 in Kittsee, † 28. April 1873 in Wien), Geschäftsführer Jakob Figdor und Söhne, ⚭ Amalie Strim Veit, (* 1892 in Śrem, Polen; † 22. Februar 1863 in Wien)
      1. Franziska (Fanny) Christiane Figdor (* 7. April 1814 in Kittsee; † 7. April 1890 in Wien), ⚭ Hermann Christian Wittgenstein (* 1802 in Korbach; † 1878 in Wien), Wollhändler, Immobilienunternehmer und Gutsbesitzer, elf Kinder, darunter
        1. Karl Wittgenstein (* 1847 in Gohlis; † 1913 in Wien)

      2. Gustav Wolf Adolf Figdor (* 14. April 1816 in Kittsee, † 26. April 1879 in Wien), Geschäftsführer Jakob Figdor und Söhne, Gemeinderat in Wien, 1876 zum 5. Direktor der Oesterreichisch-ungarischen Bank gewählt, ⚭ Barbara Elizabeth Zeitler (* 27. Oktober 1827 in Amberg; † 3. März 1903) sieben Kinder, darunter:
        1. Emilie (Emmy) Auguste Figdor (* 9. Februar 1863 in Wien; † 5. April 1941), Frauenrechtlerin, ⚭ Michael Hainisch (* 15. August 1858 in Aue bei Schottwien (Niederösterreich); † 26. Februar 1940 in Wien), 1920–1928 Präsident der Republik Österreich
        2. Wilhelm Friedrich Figdor (* 11. März 1866; † 27. Januar 1938), Professor für Pflanzenphysiologie an der Universität Wien[8]

    3. Ferdinand Joachim Figdor (* 16. Februar 1805 in Kittsee; † 27. März 1876 in Wien), ⚭ Nanette Heymann (* 7. April 1819 in Augsburg; † 25. Januar 1879 in Wien), drei Kinder, darunter:
      1. Albert Figdor (* 16. Mai 1843 in Baden, Niederösterreich; † 22. Februar 1927 in Wien), Bankier und Kunstsammler[8]

  2. David Jakob Figdor (* 1778 in Kittsee; † 4. Jun. 1842 in Pest) ⚭ Charlotte Winternitz (1805–1877), elf Kinder, darunter:
    1. Julius "Jehuda Ben Hindel" Figdor (* 1809 in Kittsee; † 4. Dez. 1865 in Wien), Wollhändler, neun Kinder aus zwei Ehen
    2. Samuel Figdor (* 1. Oktober 1837 in Kittsee; † 13. August 1897 in Voslau) ⚭ Charlotte Kriser

Ein weiterer, möglicherweise verwandter, Zweig wurde im 15 km von Kittsee entfernten Preßburg begründet:
1. Löwy Figdor (auch Löwi, Lewy, * 1811 in Preßburg, † 20. September 1893 in Wien) ⚭ Nanette Bettelheim (* ca. 1818, † 1892 in Wien), sechs Kinder, darunter:

1. Ing. Samuel Siegmund Figdor (* 7. April 1849 in Wien, † 17. August 1907 in Heiligenblut am Großglockner) ⚭ Anna Redlich (* 1861 in Hodonín, † 1916 in Wien), drei Kinder, darunter:

1. Karl Figdor (* 31. August 1881 in Wien; † 21. Juni 1957 in Zürich), Journalist und Schriftsteller
2. Hans Figdor (* 20. September 1884 in Wien; † 13. Dezember 1956 in Orange, Kalifornien)
3. Grete Figdor (auch Grethe, * 27. September 1885 in Wien, † 13. Januar 1980 in Los Angeles, Kalifornien)